# Monarquia

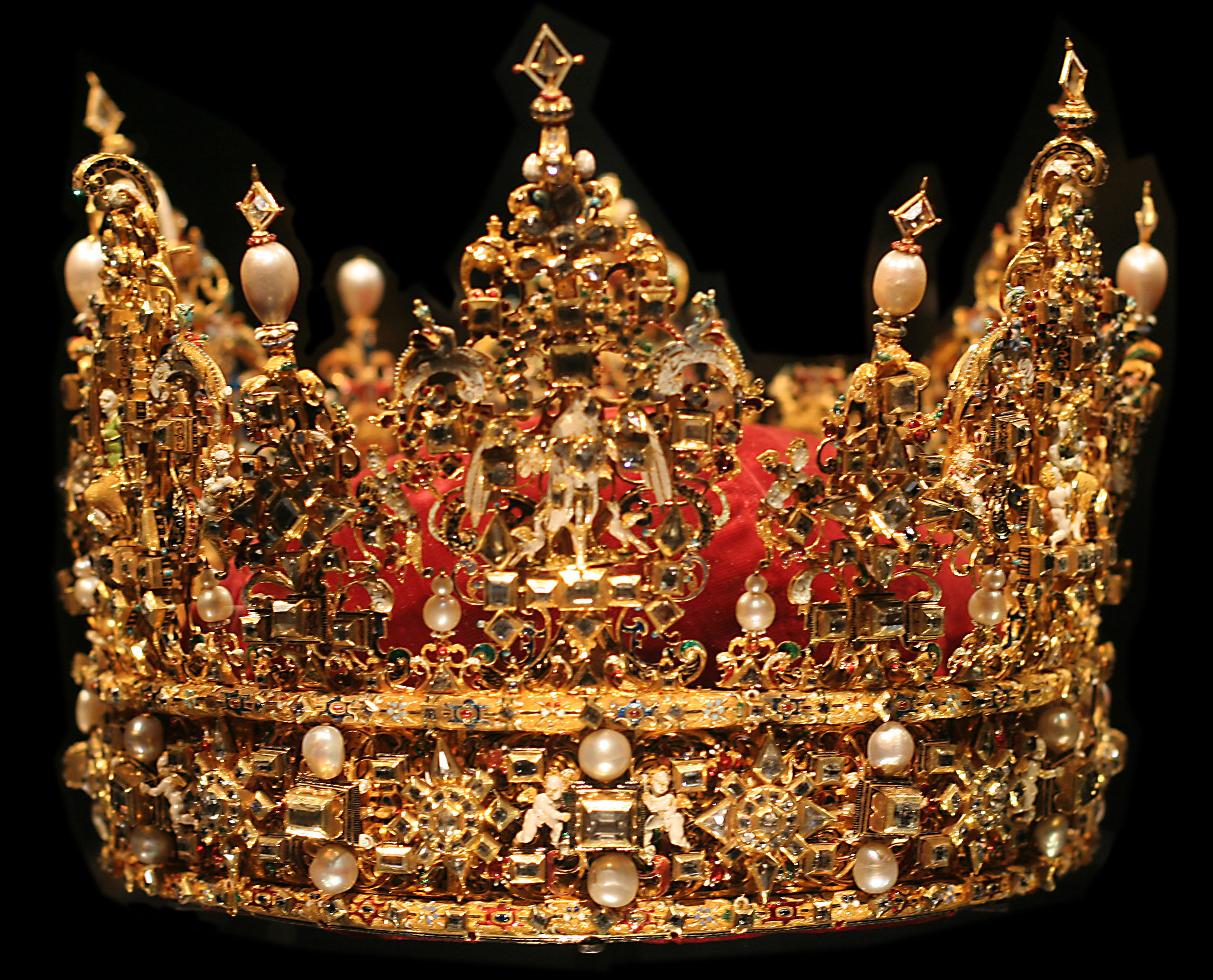
La corona és un dels símbols de la monarquia. La imatge correspon a la corona del rei Cristià IV de Dinamarca, avui dia és al Palau de Rosenborg de Copenhaguen.

La monarquia és la forma d'estat en què una persona té dret, generalment per via hereditària, a regnar com a cap d'estat. El títol amb què regnen els monarques varia segons les zones i l'estructura jurídica del seu estat. Es poden dir: reis, emperadors, tsars, kàisers, etc. A través de la història molts monarques han tingut poder absolut, de vegades sobre la base de la seva pretesa divinitat.
A l'edat mitjana la monarquia s'havia estès per tot Europa, fonamentada moltes vegades per la necessitat que un dirigent autoritari pogués convocar i dirigir les tropes necessàries per a la defensa del territori.
Així, Rei és un títol habitualment vitalici i hereditari del dirigent investit d'autoritat sobre un sol estat, nació o tribu. Els primers reis germànics eren escollits, però aquesta pràctica es va acabar amb la institució del dret de primogenitura. La primogenitura és el dret del fill més gran a heretar la propietat d'un antecessor mort, generalment el pare, i prioritzant la línia masculina. Per això, és també el dret de successió al tron del fill més gran en una monarquia.
Sota la influència del cristianisme, els monarques van començar a ser coronats i ungits per les autoritats eclesiàstiques sota la justificació del dret diví dels reis.
Actualment la majoria de monarquies són constitucionals (amb poder limitat), bàsicament com a símbols de la unitat nacional. A Europa estan vigents, en aquests moments, deu monarquies, que són les del Regne Unit (el rei del qual és també el cap d'estat del Canadà, Austràlia i Nova Zelanda), Espanya, els Països Baixos, Noruega, Suècia, Dinamarca, Bèlgica, Luxemburg, Mònaco i Liechtenstein.
El dret de primogenitura en la successió al tron d'una monarquia sol establir la preferència del fill sobre la filla. Per això en la corona espanyola l'hereu del tron és el Príncep Felip i no pas la Infanta Helena, que és la germana gran. Això està legislat per la Constitució Espanyola aprovada el 6 de desembre de 1978, en el seu Article 57 núm. 1.

## Etimologia
La paraula monarca (del llatí monarcha) ve del grec μονάρχης (de μόνος, "un/singular," i ἀρχων, "líder/governant") referit (almenys pel nom) a un únic governant absolut. Amb el temps la paraula ha estat emprada per l'ús d'altres governants autocràtics o dictadors. Els usos moderns de la paraula generalment porten implícit un sistema de successions hereditari.

## Evolució històrica

### La monarquia en diferents civilitzacions

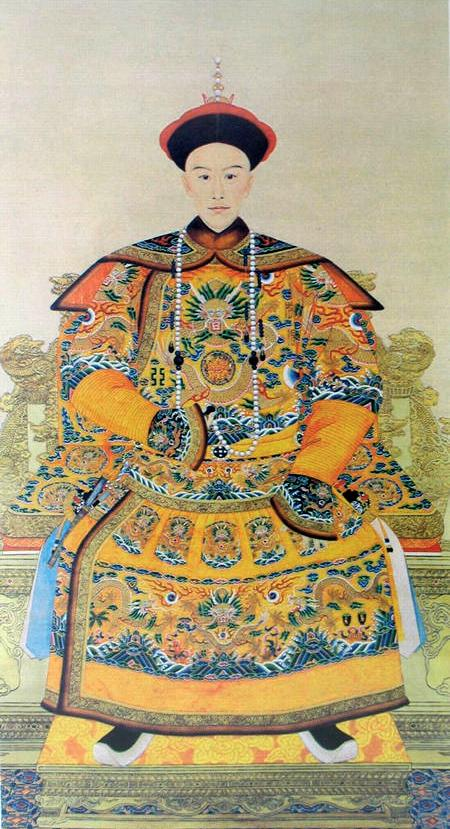
El penúltim emperador xinès, Guangxu, exhibia les gales intemporals de la monarquia més perdurable que hi ha hagut en la història, en aquells moments (a començaments del segle XX) en una decadència que, vista en la seva mil·lenària perspectiva, es pot considerar un parèntesi o canvi de cicle, en què la Xina comunista tindria certs trets de continuïtat.

A través de la història molts monarques han ostentat poder absolut, de vegades sobre la base de la suposada divinitat. A l'antic Egipte, per exemple, el faraó era una divinitat, igual que alguns governants orientals (despotisme oriental). En altres civilitzacions, la dualitat de poders (poder temporal i poder espiritual), feia sorgir un rei civil, com l'en sumeri, mentre que els temples eren controlats per una casta sacerdotal. La incorporació de funcions religioses a aquest dirigent temporal va acabar produint la figura de l'ensi.
A Egipte i Mesopotàmia apareixen els primers registres de noms de reis que constitueixen alguns dels primers documents històrics: Menes o Narmer, que va unificar l'Alt i el Baix Egipte al voltant del segle XXXI aC, i encapçala les llistes reials d'Egipte (tot i que hi ha un període protodinàstic o dinastia 0 anterior a la unificació, en la qual s'han conservat noms de reis i regnes de menor escala des del segle XXXII aC; i els mítics Alulim de Eridu i els reis de Kish, Uruk i Ur, encara que no és fins Mebaragesi, el 22è de Kish, que utilitza el títol real de lugal o home gran, entorn del segle xvi), quan es té més constància històrica, encara que fos considerat contemporani del mític Gilgamesh. Un altre dels primers noms de la llista de reis sumeris els quals se sol donar crèdit és Lugalzagesi d'Uruk segle XXIV aC.
El sistema imperial a la Xina, des de la Dinastía Xia segle XXI aC que va seguir als mítics Tres augustos i cinc emperadors primigenis, atorgava a l'emperador el poder suprem sota el Mandat del Cel. Molt més tard, els kans mongols, successors de Genguis Kan, van estendre aquest concepte de poder universal per tota Àsia.
Després de la inicial cultura de la vall de l'Indus, les invasions indoeuropees o àries (un concepte filològic de debatudes implicacions històriques), van imposar la civilització Vèdica i formes d'organització política i social de trets comparables a les seves corresponents entre els pobles indoeuropeus d'Europa (grecs, llatins, celtes, alemanys). La majoria dels estats de l'antiga Índia que es repartien el nord del subcontinent cap al segle vii aC eren monarquies hereditàries (Magadha, Kosala, Kuru, Gandhara i altres, fins a un nombre de setze), encara que el dret al tron, sense importar la forma d'accés, era legitimat per genealogies fictícies d'orígens divins, compostes convenientment per la casta sacerdotal (bramans). El rei havia de pertànyer a la casta chatrian (dels guerrers).
L'Amèrica precolombina va comptar amb institucions similars a la monarquia, que segons els diferents graus de desenvolupament cultural, consistia en prefactures com els cacics antillans, o en veritables imperis de rang continental, com el tahuantinsuyo dels inques o l'Imperi Asteca, passant per entitats mitjanes com els regnes maies.

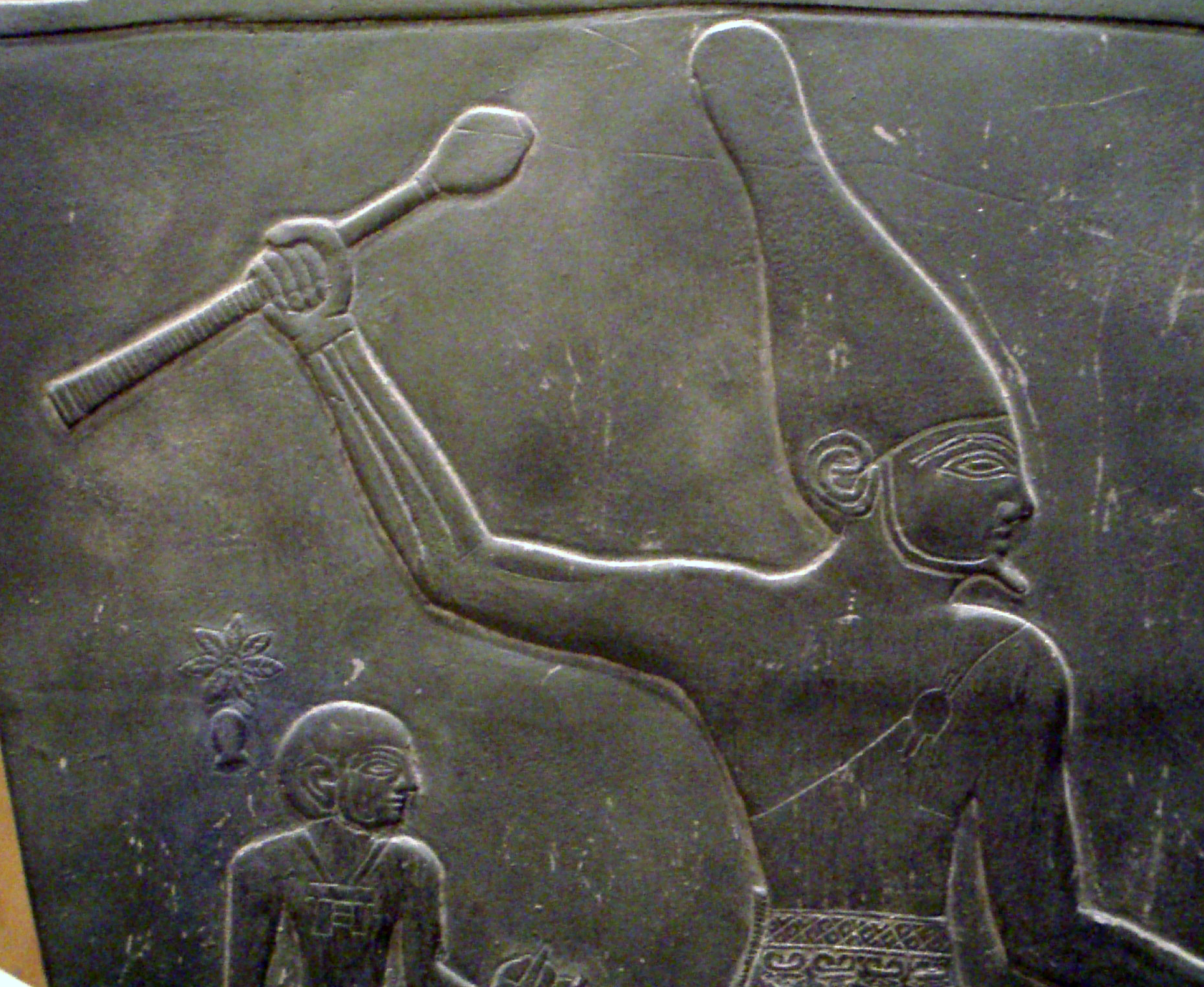
Detall de la Paleta de Narmer, amb el primer faraó amb una maça com a símbol del seu poder militar.
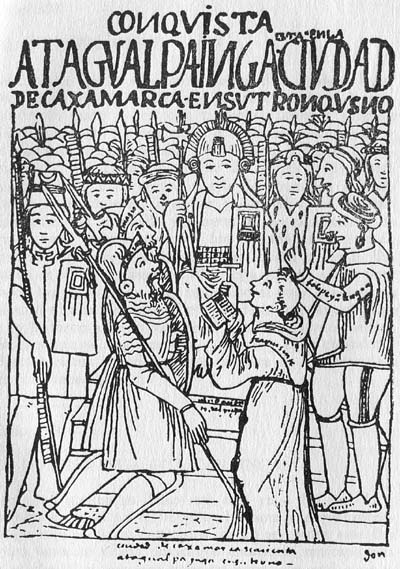
Un agenollat Hernando Pizarro és rebut per l'inca Atahualpa, que exhibeix tot l'engalanament protocol·lari de les monarquies: està cobert per un ric tocat, porta un bàcul i està assegut al seu tron sobre una estrada, envoltat pels dignataris de la seva cort, ben armats.

### La monarquia en la civilització occidental

#### Edat Antiga
L'Antiguitat clàssica, posterior als reis mítics (Minos, Agamèmnon, Príam) que podien correspondre al wànax micènic (o l'Anaxos homèric), va desenvolupar la figura del basileus grec: primer un arconte amb funcions limitades a la polis, a què es van afegir en els regnes hel·lenístics sorgits, després de la divisió de l'imperi d'Alexandre Magne els trets simbòlics i efectius del poder asiàtic de l'Imperi Persa.
Els rituals orientals, com la proskinesis o inclinació davant del rei, eren estranys tant a l'esperit democràtic com a l'aristocràtic de les polis gregues, on només la llei era el rei (nomos basileus) però van ser adoptats.
La concepció de la ciutat com espai públic i de la política com la ciència del govern, subjecta a escrutini i debat públic (l'àgora), encara que fos el basileus qui l'exercís, sí que es va mantenir. La clau era la consideració del ciutadà com home lliure, mantingut per la reducció de gran part de la població a l'esclavitud (mode de producció esclavista). Per la seva banda, el rex romà, profundament desprestigiat per la República, va ser tingut com a referència, per evitar, per l'emperador romà, servir d'estirp republicana durant el principat d'August, i ja amb menys complexos amb el dominat de Dioclecià i amb la conversió al cristianisme.
A la península Ibèrica, l'anomenat regne dels Tartessos va conservar noms de reis recolzats per fonts gregues, uns de mítics (Gàrgoris i Habis) i altres més versemblants (Argantoni), encara que el primer nom identificable amb un ric i poderós personatge, situat a les terres de l'occident mediterrani, seria el gegant Gerió, vinculat als treballs d'Hèrcules.

#### Edat mitjana
A l'Edat Mitjana europea, la descomposició de l'Imperi Romà va comportar l'establiment de les monarquies germàniques, fonamentades en la necessitat d'un dirigent militar amb autoritat en una època d'invasions, mentre la civilització urbana clàssica es veia sotmesa a un fort procés de ruralització i descentralització, i el mode de producció esclavista se substituïa pel mode de producció feudal.
La posterior descomposició de l'Imperi Carolingi va propiciar, en bona part de l'Europa Occidental, diferents formes de monarquia feudal, mentre que en altres zones sorgien repúbliques, ciutats lliures o estats eclesiàstics. A l'Europa Central, una sèrie de dinasties germàniques recreava successives versions de l'imperi, alhora que a l'Europa Oriental pervivia l'Imperi Romà d'Orient, ambdós oscil·lant entre la teocràcia i el cesarpapisme, mentre que l'assentament dels pobles eslaus va concloure en la formació d'altres regnes.
La civilització islàmica va començar amb un poder polític i religiós concentrat en el califat que, després de la unitat inicial mantinguda fins al califat omeia, es disgrega originant una pluralitat d'estats que van buscar la seva legitimació en diferents formes de monarquia, amb estructures, segons la seva amplitud, més o menys tribals, nacionals o imperials, lligades o no, pel que fa a la successió, a una teòrica vinculació familiar amb el profeta Mahoma.
Aquestes monarquies islàmiques de vegades van aspirar a la denominació de califat, d'implicació religiosa (califa significa successor de Mahoma), consideració que fins al segle viii va mantenir com exclusiva el califat omeia de Damasc, i fins al segle x el califat Abbàssida de Bagdad, essent després desafiat pel califat de Còrdova (d'ascendència Omeia) i el Califat Fatimita a Egipte, i més tard per altres, com els almohades i l'Imperi Otomà. Tot això era quan no es conformaven amb el títol més civil d'emirat.
La successió d'aquestes monarquies, ja fossin califats, emirats o altres denominacions, no es va codificar amb línies successòries estrictes de primogenitura (la successió femenina, per exemple, no es considerava), i se solia complicar en diversos casos per les intrigues dels nombrosos pretendents al tron que la poligàmia proporcionava. El sistema va demostrar ser prou flexible com per permetre l'ascensió als més alts càrrecs de personatges sense origen social nobiliari, fins i tot exesclaus (en algunes taifes andalusines), així com sostenir, sobretot en el cas del califat otomà, el govern sobre una població pluricultural i plurireligiosa.

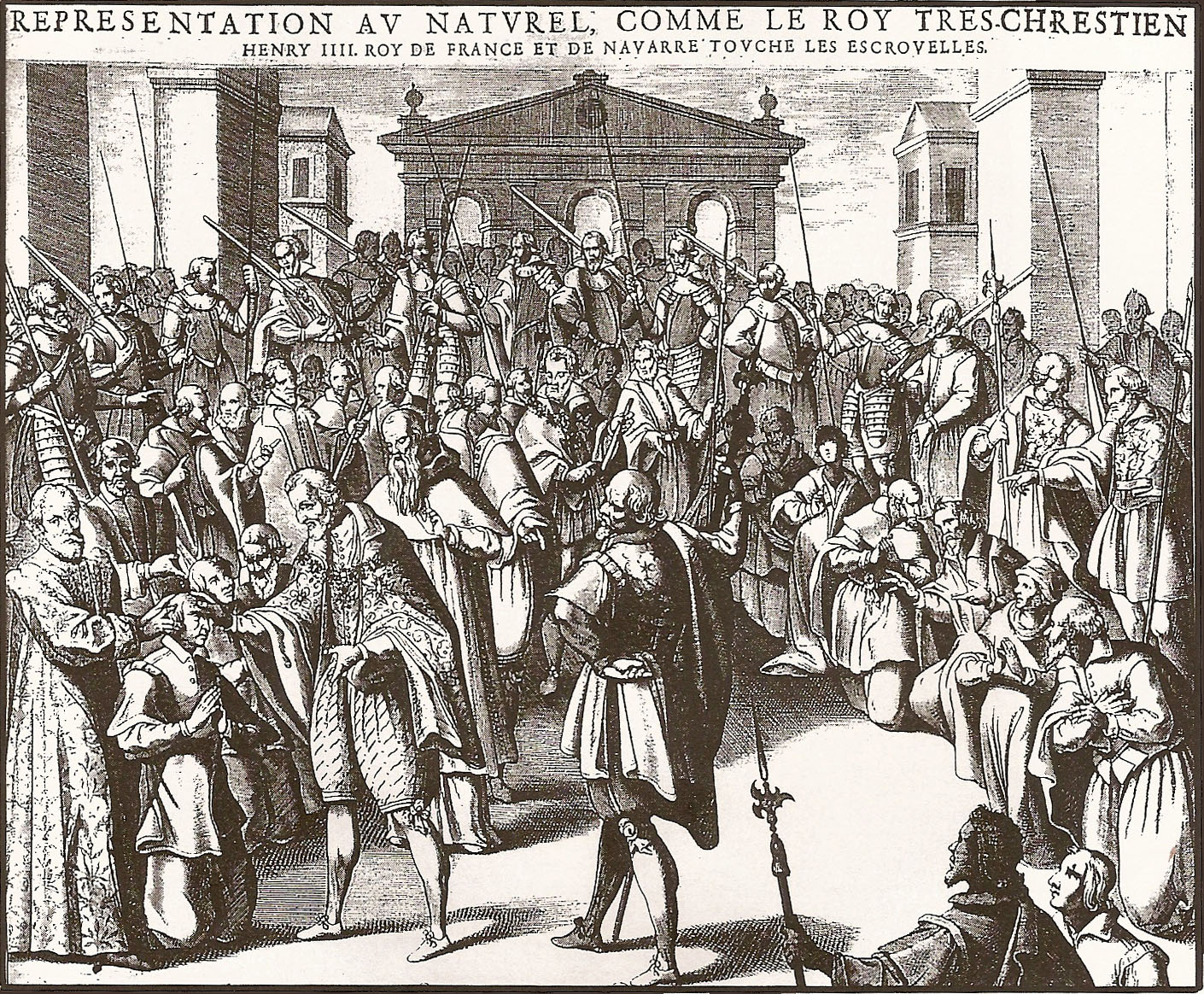
Toc reial d'Enric IV de França a malalts d'escròfula (1609).

Les monarquies cristianes europees eren dinàstiques: el fill gran o el descendent home més proper hereten el tron, encara que la dinàmica expansiva i agressiva del feudalisme, les feia enormement canviants per les contínues guerres de conquesta. Obtenien la seva capacitat militar dels soldats i armes dels senyors feudals, de manera que depenien de la lleialtat de la noblesa per mantenir el seu poder; i la seva legitimitat del clergat (particularment l'orde de Cluny) encapçalat pel papa, que no va desaprofitar les ocasions que es van presentar per propiciar l'establiment de monarquies independents, eximint-les del vassallatge a causa del Sacre Imperi Romanogermànic o al regne del qual se n'esqueixessin (cas de diversos regnes peninsulars, com el Regne de Portugal davant el Regne de Lleó). La patrimonialització de la monarquia permetia la divisió del territori en cas d'herències, i la seva fusió en cas d'enllaços matrimonials (sotmesos a especials codificacions - Llei Sàlica - i escàndols en cas de dissolució o Matrimoni morganàtic), amb tota la complexitat institucional i territorial que d'això resultava, així com els conflictes successoris que podien suscitar amb qualsevol excusa, encara que les argumentacions fossin bones. En alguns casos va conduir a l'acceptació de reines que ocupen el tron per dret propi (els regnes cristians de la península Ibèrica), o reines regents durant la minoria d'edat dels reis. Un altre resultat transcendent va ser l'allunyament de les cases reials dels pobles sobre els quals regnaven: tals extrems alimentaven la idea de la diferència substancial entre els reis i la resta dels mortals, i el prestigi de la seva sang blava, juntament amb les seves qualitats màgiques exhibides ritualment (unció real, establiment del protocol de la cort, ús del plural majestàtic, administració arbitrària de favor i la gràcia i justícia real, espectacles multitudinaris com els besamans o el toc real per a la cura de l'escròfula, etc.).
En els últims segles de la Baixa Edat Mitjana, amb el declivi del feudalisme i l'aparició dels Estats Nacionals al voltant de les monarquies autoritàries, el poder territorial exercit a escala dels naixents mercats nacionals es va anar centralitzant en la figura del monarca, que no reconeixia poders superiors com havien estat els poders universals medievals (Papa i Emperador). En principi aquests governants eren recolzats per la naixent classe mitjana o burgesia, que es beneficiava de l'existència d'un govern central fort que mantingués l'ordre i una situació estable per al desenvolupament del comerç en el naixent capitalisme; cosa que no és contradictòria amb el fet que al mateix temps garantissin el predomini social de noblesa i clergat, els estaments privilegiats de l'Antic Règim.

#### Edats moderna i contemporània
Entre els segles xvi i xvii les monarquies van augmentar les seves pretensions de concentració de poder per convertir-se en monarquia absoluta: augmentant la centralització, suprimint intermediaris entre monarca i súbdits i intentant l'exercici d'un poder sense limitacions teòriques, amb majors o menors possibilitats d'aconseguir-ho. El model històric d'això va ser la monarquia borbònica de Lluís XIV de França, mentre que la monarquia catòlica dels Habsburg espanyols va quedar com a model de monarquia autoritària, amb pretensions més limitades i més consideració a tota mena de particularismes i límits ideològics.
Tant els abusos de poder com la inadequació d'aquestes pretensions a la dinàmica econòmica i social, van portar, d'una banda, a l'esclat de la contestació a aquestes concentracions de poder en forma de revoltes antifiscals, particularismes regionals i estamentals, o de l'altra, a la insatisfacció creixent de la burgesia. Tot això va contribuir a la caiguda de les monarquies absolutes de l'Europa Occidental després de successius cicles de revolucions burgeses o revolucions liberals (el primer d'ells denominat atlàntic): la Revolució anglesa en el segle xvii (1640-1688, amb un intermedi de Restauració), la Revolució francesa i les guerres de la independència americana, des de l'últim quart del xviii fins al primer del XIX (1776 Estats Units, 1789 França, l'Amèrica continental espanyola fins a la batalla d'Ayacucho, 1824), i els cicles revolucionaris anomenats revolució de 1820, revolució de 1830 i revolució de 1848.

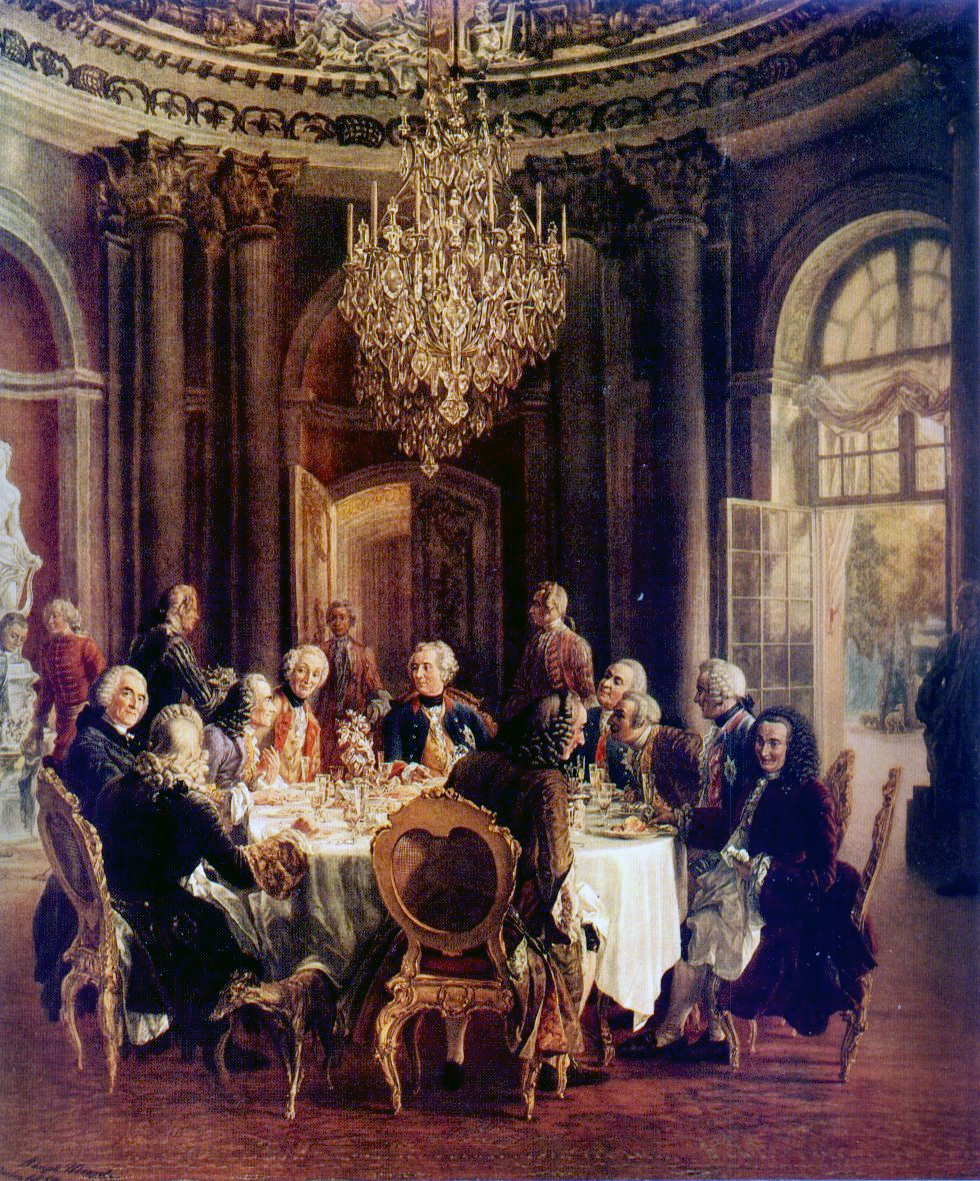
Federic II de Prusia, dèspota il·lustrat, comparteix taula amb filòsofs com Voltaire.
Lluís XVI de França és executat a la guillotina.
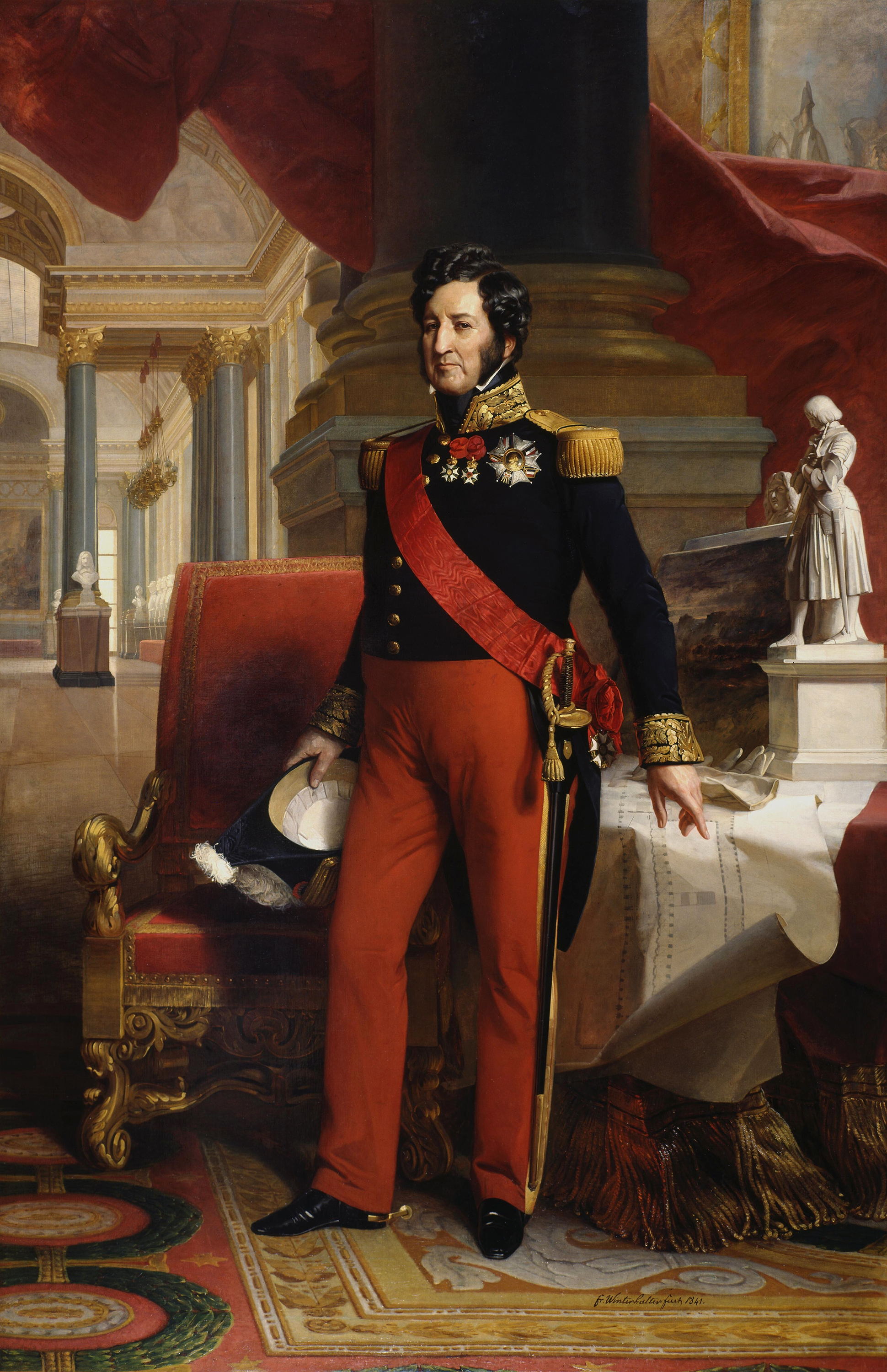
Lluís Felip d'Orleans, «el rei de les barricades».
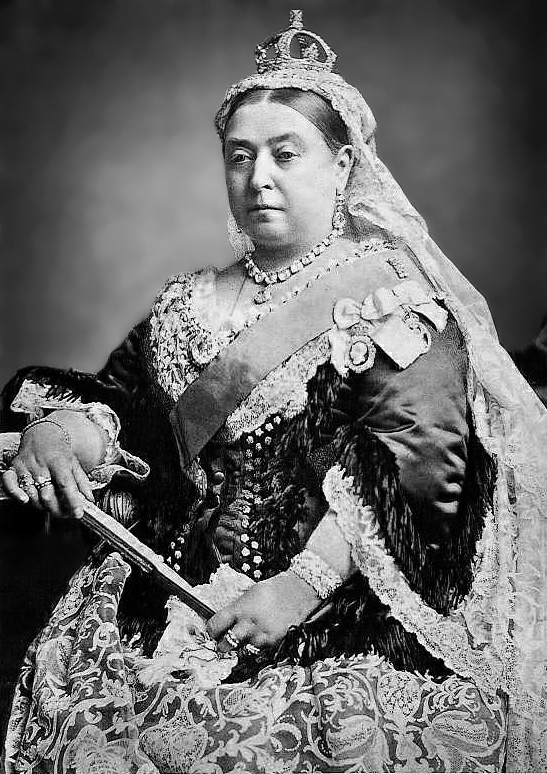
La Reina Victoria.

Aquests processos revolucionaris van marcar fites en la limitació del poder dels reis, que ja, des de la segona meitat del segle xviii, procurava revestir l'absolutisme d'una justificació ideològica que superava el dret diví dels reis mitjançant el que es va denominar despotisme il·lustrat, vinculat a la il·lustrada idea de progrés. En canvi, aquesta mateixa forma a l'Europa Oriental coincidia amb el moment de major concentració del poder en els reis, simultani a un procés econòmic i social de refeudalizació, que va portar a l'autocràcia tsarista a Rússia i a l'expansió de l'Imperi Austrohongarès.
La idea moderna d'una monarquia limitada constitucionalment (monarquia constitucional) es va consolidar amb lentitud en la major part d'Europa, alhora que apareixien les primeres repúbliques europees modernes. Durant el segle xix el poder dels parlaments (elegits per cossos electorals progressivament ampliats), creixia al mateix ritme que disminuïa el poder dels monarques, que es va acomodar a un paper de mirall de virtuts socials meitat aristocràtiques, meitat mesocràtiques o burgeses, com el que exemplificava la Reina Victoria (matriarca que emparenta a tota la reialesa europea), incloent-hi la doble moral que ha passat a ser sinònim d'època victoriana. Hi va haver, fins i tot, trons que es van posar a subhasta i van recaure en el candidat que va demostrar major sensibilitat liberal, com l'espanyol durant la revolució de 1868 (en Amadeu de Savoia). Altres es van escindir pacíficament, a iniciativa dels seus propis súbdits, és el cas del regne de Noruega i el regne de Suècia el 1905. Alguna, com la belga, escindida revolucionàriament el 1830 de l'holandesa, això es va definir com a monarquia popular. El cas de dissolució més clara va ser el de la monarquia francesa, els partidaris, enfrontats i escindits a orleanistes i legitimistes, van ser incapaços d'aprofitar la seva victòria electoral després de la caiguda de l'imperialisme de Bonaparte (1871), el que va consolidar la III República.
Mentrestant, l'expansió imperialista de les potències europees per Àfrica, Àsia i el Pacífic, va anar fent desaparèixer (o reduint a un paper inoperant) les monarquies tradicionals d'aquests pobles.
Seculars monarquies europees, com l'Imperi Rus, el II Imperi Alemany i l'Imperi Austrohongarès, van deixar d'existir després de la Primera Guerra Mundial, quan el Tractat de Versalles i la Revolució soviètica van canviar la faç d'Europa. La fi de la Segona Guerra Mundial i la caiguda dels règims feixistes, amb els quals s'havien vinculat la monarquia italiana i, de grat o per força, les balcàniques (Albània, Iugoslàvia, Hongria, Romania i Bulgària), va suposar una nova i massiva desaparició de trons.

## Situació actual de les monarquies

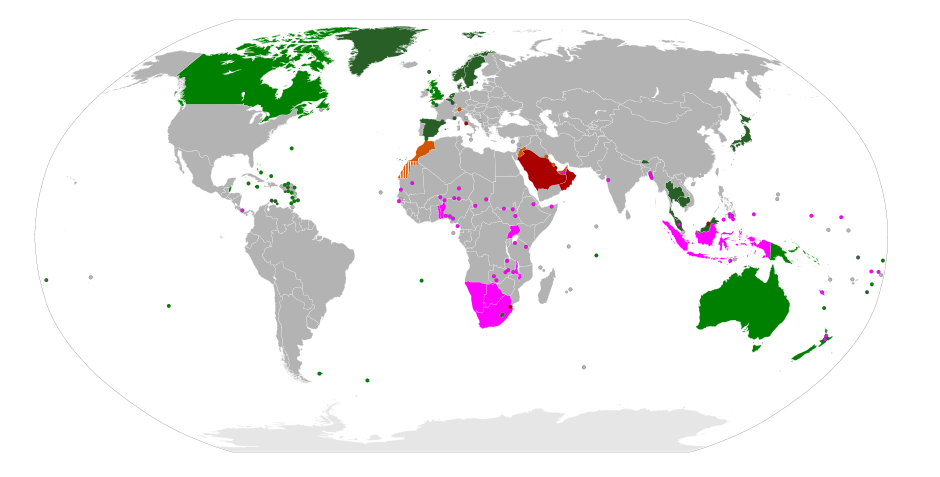
Distribució de les monarquies actuals.
Monarquia absoluta
Monarquia semiconstitucional
Monarquia constitucional
Estats de la Commonwealth en els quals el cap d'estat és el rei o reina d'Anglaterra
Monarquies subnacionals

Acostuma a insistir-se en la idea que el manteniment de la monarquia en l'actualitat, obeeix al seu paper com a símbol de la unitat nacional davant la divisió territorial, i, també, al seu poder arbitral davants dels diferents partits polítics. Quan és el cas que el règim polític és democràtic, i es reconeix la sobirania popular, el monarca passa a ser la figura en la qual s'encarna el càrrec de cap d'Estat de forma vitalícia i hereditària, amb la qual cosa el seu paper és fonamentalment simbòlic i representatiu.
Aquesta definició és la que se sol identificar amb les monarquies europees, entre les quals hi ha les monarquies parlamentàries del Regne Unit, Espanya, Noruega, Suècia, Dinamarca, els Països Baixos, Bèlgica i Luxemburg. També hi ha tres microestats amb monarquia (Liechtenstein, Mònaco i Andorra) i una monarquia electiva teocràtica (Vaticà). Entre els països àrabs les monarquies tenen diferents graus d'obertura a la representació popular, major en Marroc o Jordània i molt restringida a Aràbia Saudita o els emirats del Golf Pèrsic (Kuwait, Bahrain, Qatar, Emirats Àrabs Units i Oman), Malàisia (amb monarquia rotatòria entre els diferents sultans) i Brunei; excepte els dos primers, tots els països que poden qualificar-se de petroestats, i moltes vegades titllats de plutocràcies. Bhutan és l'única monarquia del subcontinent indi, després de la recent abolició de la monarquia a Nepal (2008); Japó (equiparable a les monarquies europees), Tailàndia i Cambodja són les restants monarquies d'Extrem Orient. En alguns petits estats africans (Lesotho i Swazilàndia, enclavats a la República Sudafricana) segueixen mantenint monarquies tradicionals.
Un paper especial en les relacions internacionals és el que compleix la monarquia britànica, que manté un vincle personal amb la Commonwealth (Comunitat Britànica de Nacions), de diversos dels seus estats membres continua sent el cap d'estat titular, encara que siguin estats independents. El paper del rei d'Espanya a la Comunitat Iberoamericana de Nacions i les periòdiques reunions anomenades Cimera Iberoamericana no és comparable, ja que, en rang protocol·lari, és equivalent als altres caps d'estat.
Un tret de les monarquies europees (de vegades considerades com una actualització o recerca de legitimació popular) ha estat la incorporació de plebeus a les famílies reials, i la continuada presència en els mitjans de comunicació de masses, incloent-hi els escàndols propis de la premsa del cor, com el pompós casament de Grace Kelly amb Rainier III de Mònaco (1956) i els espectaculars matrimonis, el divorci i la mort de Lady Di (1981-1997). Un altre ha estat la reconsideració del paper de la dona en la monarquia, per equiparar-la amb l'home en la successió, reforma que han iniciat les monarquies nòrdiques. A Espanya s'ha arribat a consultar el Consell d'Estat la conveniència d'alterar la línia de successió al tron regulada per la Constitució de 1978.

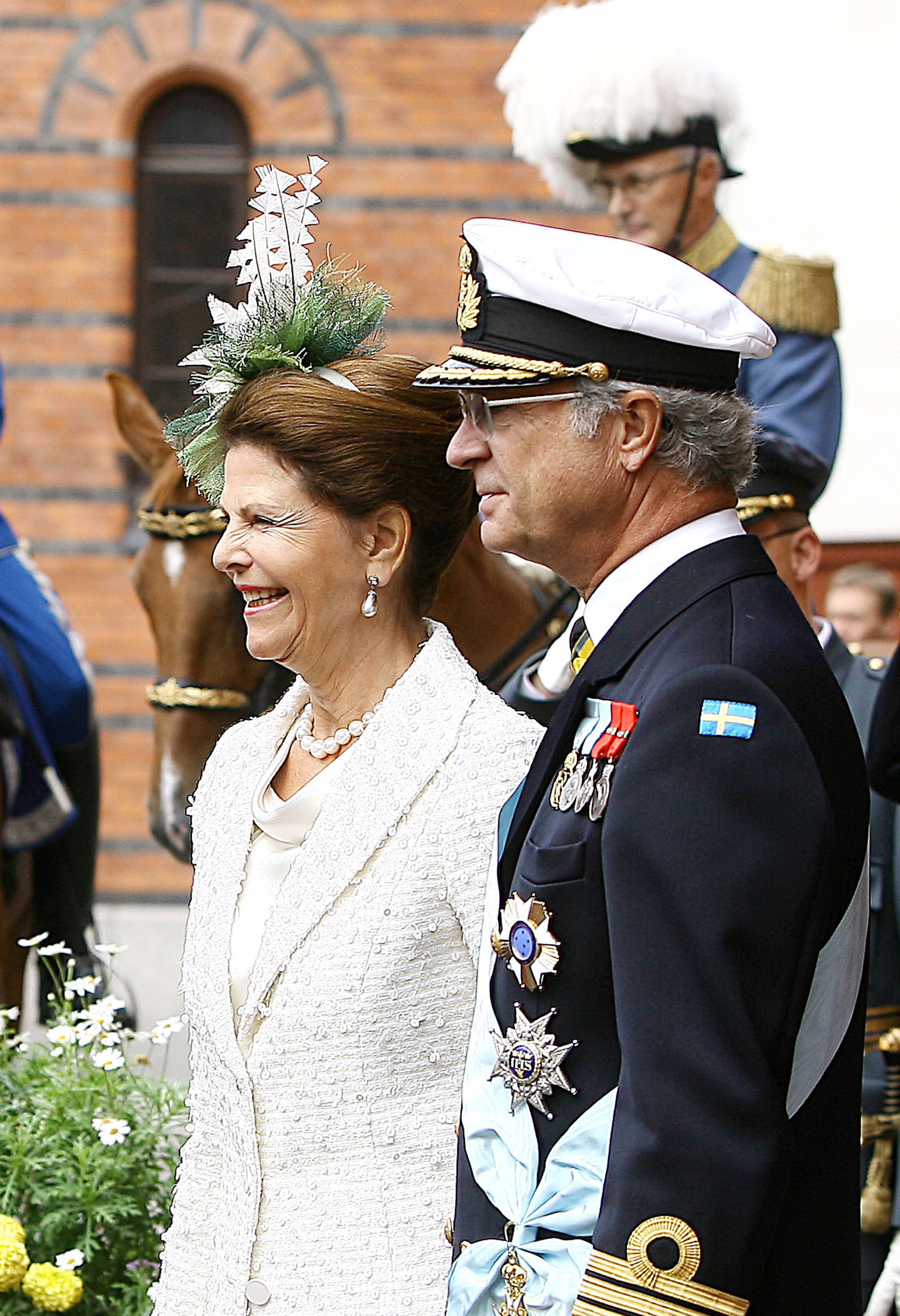
Els reis de Suècia Carles XVI Gustau i Silvia. La llei successòria Sueca ha imposat la plena igualtat d'homes i dones, amb la qual cosa la princesa hereva és la filla gran, Victòria de Suècia, precedint al seu germà i home de menor edat Carles Felip de Suècia, en contra de la tradicional prelació de l'home en les successions dinàstiques.
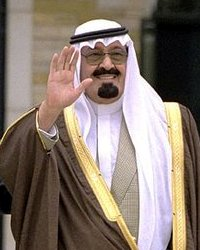
Abdullah ibn Abdulaziz al-Saud, rei de l'Aràbia Saudita (2005-15), una monarquia islàmica resistent a tota mena de modernització, a part de la financera.
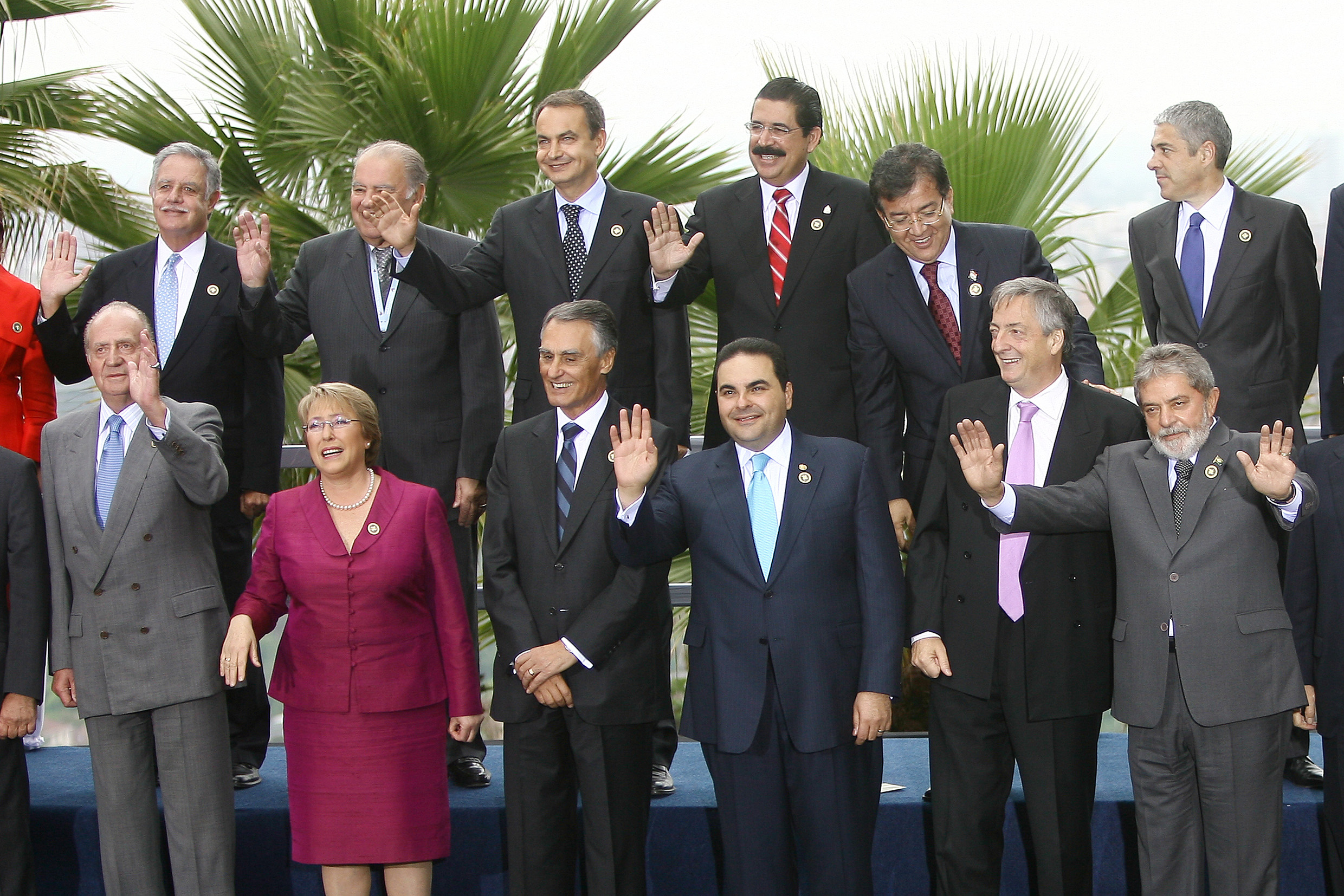
Cimera Iberoamericana del 2007 en la qual Joan Carles I (rei d'Espanya en aquell moment), va participar com a Cap d'Estat amb igual rang protocol·lari que els altres dirigents.